# لوهنگرین ۹۵۰۵
سیارک ۹۵۰۵ (به انگلیسی: 9505 Lohengrin، نامگذاری:4131T-2) نه هزار و پانصد و پنجمین سیارک کشف شده‌است که در ۲۹ سپتامبر ۱۹۷۳ کشف شد.
قدر مطلق سیارک برابر ۱۴٫۰۰ است.